# Châteauroux-les-Alpes
Pour les articles homonymes, voir Châteauroux (homonymie).
Ne doit pas être confondu avec Châteauroux.
Châteauroux-les-Alpes est une commune française située dans le département des Hautes-Alpes, en région Provence-Alpes-Côte d'Azur.

## Géographie

### Localisation
La commune est située à sept kilomètres au nord-est d'Embrun et à huit kilomètres de l'extrémité orientale du lac de Serre-Ponçon.
| Orcières | Freissinières         | Réotier                   |
| Réallon  | Châteauroux-les-Alpes | Saint-Clément-sur-Durance |
| Embrun   |                       | Saint-André-d'Embrun      |

### Géologie et relief
La superficie de la commune est de 9 284 hectares ; son altitude varie entre 811 et 3 120 mètres.

### Climat
Pour des articles plus généraux, voir Climat de Provence-Alpes-Côte d'Azur et Climat des Hautes-Alpes.
En 2010, le climat de la commune est de type climat des marges montargnardes, selon une étude du Centre national de la recherche scientifique s'appuyant sur une série de données couvrant la période 1971-2000. En 2020, Météo-France publie une typologie des climats de la France métropolitaine dans laquelle la commune est exposée à un climat de montagne ou de marges de montagne et est dans la région climatique Alpes du sud, caractérisée par une pluviométrie annuelle de 850 à 1 000 mm, minimale en été.
Pour la période 1971-2000, la température annuelle moyenne est de 9,3 °C, avec une amplitude thermique annuelle de 18,3 °C. Le cumul annuel moyen de précipitations est de 972 mm, avec 7,2 jours de précipitations en janvier et 5,5 jours en juillet. Pour la période 1991-2020, la température moyenne annuelle observée sur la station météorologique de Météo-France la plus proche, « Embrun », sur la commune d'Embrun à 6 km à vol d'oiseau, est de 11,1 °C et le cumul annuel moyen de précipitations est de 732,6 mm. 
La température maximale relevée sur cette station est de 38,4 °C, atteinte le 28 juin 2019 ; la température minimale est de −19,1 °C, atteinte le 9 janvier 1985,,.
Les paramètres climatiques de la commune ont été estimés pour le milieu du siècle (2041-2070) selon différents scénarios d'émission de gaz à effet de serre à partir des nouvelles projections climatiques de référence DRIAS-2020. Ils sont consultables sur un site dédié publié par Météo-France en novembre 2022.

### Voies de communications et transports
La route nationale N 94 Gap - Briançon - Montgenèvre évite Châteauroux-les-Alpes. Depuis 1995, ce village bénéficie d'une déviation routière inaugurée par Jean-Claude Gaudin alors président du conseil régional de Provence-Alpes-Côte d'Azur.

## Urbanisme

### Typologie
Au 1er janvier 2024, Châteauroux-les-Alpes est catégorisée bourg rural, selon la nouvelle grille communale de densité à 7 niveaux définie par l'Insee en 2022.
Elle est située hors unité urbaine. Par ailleurs la commune fait partie de l'aire d'attraction d'Embrun, dont elle est une commune de la couronne,. Cette aire, qui regroupe 12 communes, est catégorisée dans les aires de moins de 50 000 habitants,.

### Occupation des sols
L'occupation des sols de la commune, telle qu'elle ressort de la base de données européenne d’occupation biophysique des sols Corine Land Cover (CLC), est marquée par l'importance des forêts et milieux semi-naturels (89,3 % en 2018), une proportion sensiblement équivalente à celle de 1990 (89,8 %). La répartition détaillée en 2018 est la suivante : 
espaces ouverts, sans ou avec peu de végétation (35,7 %), milieux à végétation arbustive et/ou herbacée (27,2 %), forêts (26,4 %), zones agricoles hétérogènes (5,8 %), terres arables (2,7 %), prairies (1,7 %), zones urbanisées (0,6 %).
L'évolution de l’occupation des sols de la commune et de ses infrastructures peut être observée sur les différentes représentations cartographiques du territoire : la carte de Cassini (XVIIIe siècle), la carte d'état-major (1820-1866) et les cartes ou photos aériennes de l'IGN pour la période actuelle (1950 à aujourd'hui).

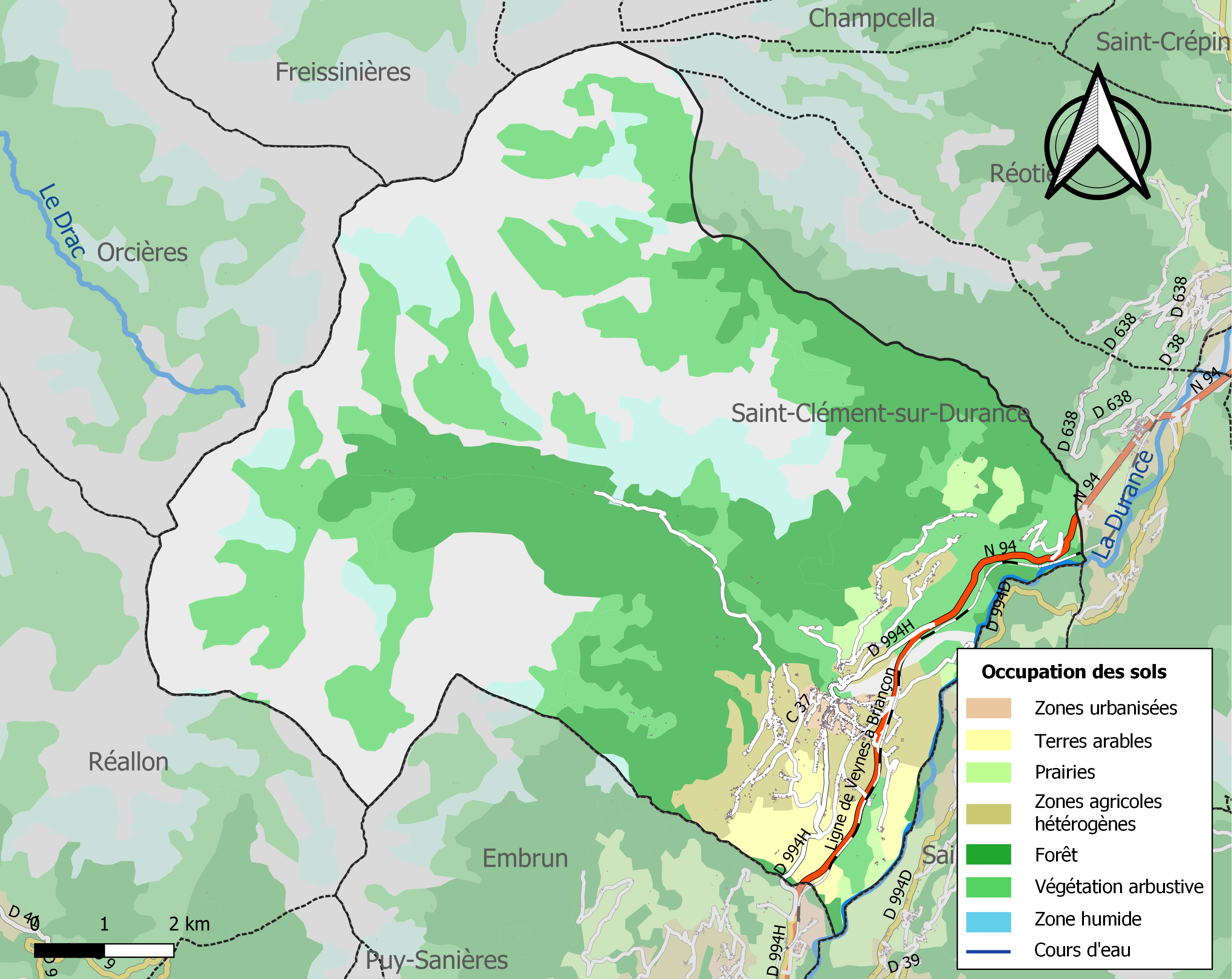
Carte de l'occupation des sols de la commune en 2018 (CLC).

## Toponymie
En 1154, on trouve une inscription parlant de Castrum Rodulphi, locution latine signifiant « le château de Rodolphe », Chastelroux en 1568.
Chasterós en occitan haut-alpin.
Par décret du 7 août 1996, Journal officiel du 10 août 1996 avec effet au 11 août 1996, Châteauroux est devenue Châteauroux-les-Alpes.

## Politique et administration

### Liste des maires
| Période                                  | Période      | Identité           | Étiquette | Qualité                                         |
| ---------------------------------------- | ------------ | ------------------ | --------- | ----------------------------------------------- |
| Les données manquantes sont à compléter. |              |                    |           |                                                 |
| mars 2001                                | février 2011 | Richard Anthoine   | SE        |                                                 |
| février 2011                             | En cours     | Jean-Marie Barral, |           | Ancien artisan, commerçant ou chef d'entreprise |

### Politique de développement durable
La commune a engagé une politique de développement durable en lançant une démarche d'Agenda 21 en 2008

### Intercommunalité
Châteauroux-les-Alpes fait partie : 
- jusqu'en 2016, de la communauté de communes de l'Embrunais ;
- à partir du 1er janvier 2017, de la communauté de communes de Serre-Ponçon[20].

## Démographie
L'évolution du nombre d'habitants est connue à travers les recensements de la population effectués dans la commune depuis 1793. Pour les communes de moins de 10 000 habitants, une enquête de recensement portant sur toute la population est réalisée tous les cinq ans, les populations de référence des années intermédiaires étant quant à elles estimées par interpolation ou extrapolation. Pour la commune, le premier recensement exhaustif entrant dans le cadre du nouveau dispositif a été réalisé en 2007.

En 2022, la commune comptait 1 223 habitants, en évolution de +4,44 % par rapport à 2016 (Hautes-Alpes : +0,4 %, France hors Mayotte : +2,11 %).
| 1793  | 1800  | 1806  | 1821  | 1831  | 1836  | 1841  | 1846  | 1851  |
| ----- | ----- | ----- | ----- | ----- | ----- | ----- | ----- | ----- |
| 1 699 | 1 704 | 1 866 | 1 647 | 1 726 | 1 772 | 1 747 | 1 777 | 1 870 |

| 1856  | 1861  | 1866  | 1872  | 1876  | 1881  | 1886  | 1891  | 1896  |
| ----- | ----- | ----- | ----- | ----- | ----- | ----- | ----- | ----- |
| 1 918 | 1 875 | 1 920 | 1 691 | 1 640 | 1 616 | 1 643 | 1 578 | 1 516 |

| 1901  | 1906  | 1911  | 1921  | 1926  | 1931 | 1936 | 1946 | 1954 |
| ----- | ----- | ----- | ----- | ----- | ---- | ---- | ---- | ---- |
| 1 489 | 1 506 | 1 338 | 1 119 | 1 046 | 939  | 946  | 825  | 770  |

| 1962 | 1968 | 1975 | 1982 | 1990 | 1999 | 2006  | 2007  | 2012  |
| ---- | ---- | ---- | ---- | ---- | ---- | ----- | ----- | ----- |
| 736  | 683  | 578  | 649  | 766  | 927  | 1 076 | 1 097 | 1 116 |

| 2017  | 2022  | - | - | - | - | - | - | - |
| ----- | ----- | - | - | - | - | - | - | - |
| 1 197 | 1 223 | - | - | - | - | - | - | - |

## Économie
Depuis 1988, une vigne expérimentale a été implantée sur la commune pour améliorer le vin de pays des Hautes-Alpes. Elle est prise en charge par les viticulteurs locaux, la municipalité et le parc national des Écrins. Son objectif est de tester huit cépages. Ce sont le Jacquère, l'Altesse, la Marsanne, le Chardonnay, le Chasan, le Muller Turgau, le Pinot Noir et le Pinot gris. Le but est de sélectionner les mieux adaptés au climat alpin. Des essais de vendange tardive ont pu être faits avec les variétés Jacquère, Altesse et Marsanne.

## Culture locale et patrimoine

### Lieux et monuments

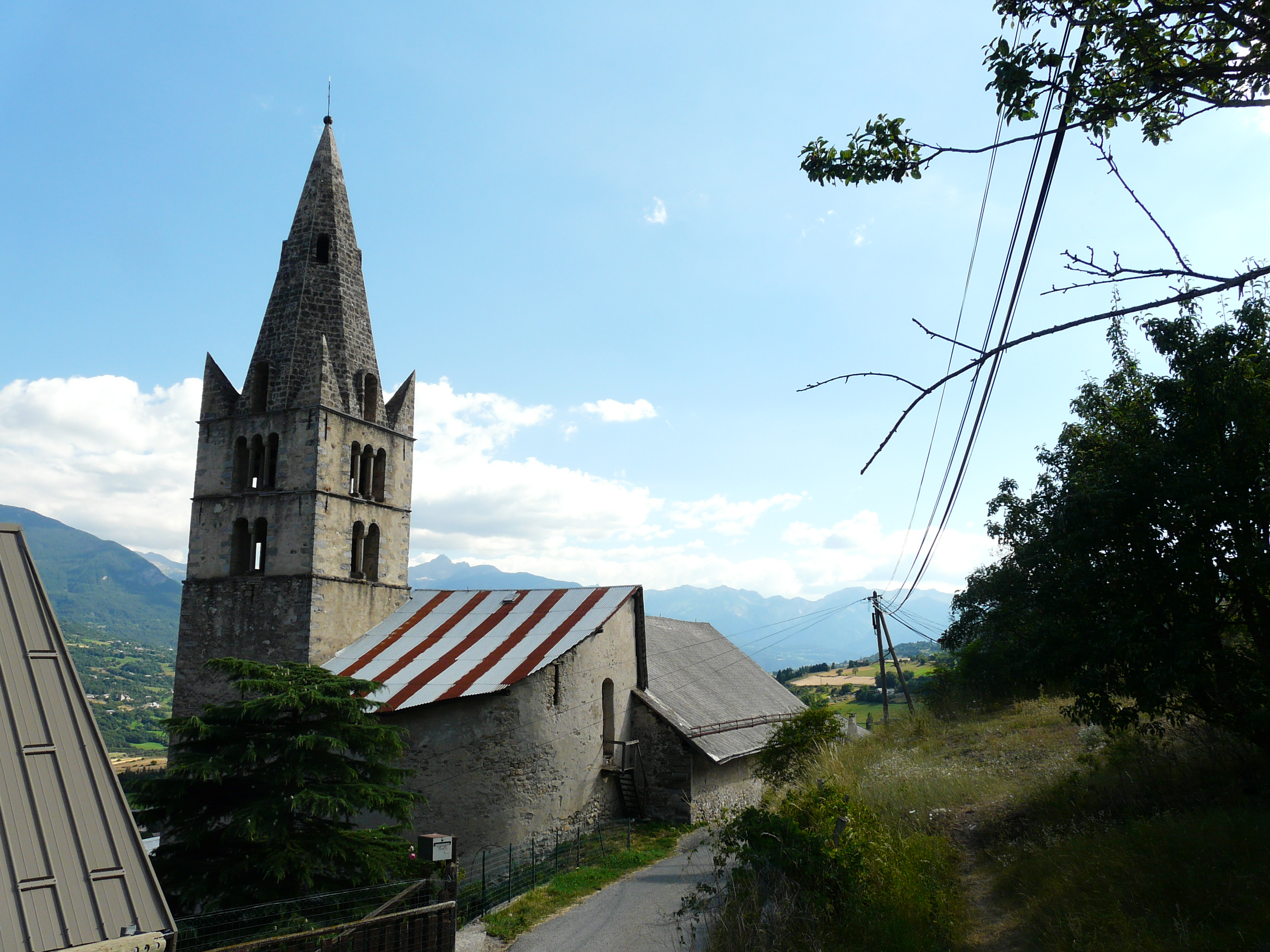
Église de saint-Marcellin.

Un des sites remarquables du village de Châteauroux-les-Alpes est la cascade de la Pisse (parc national des Écrins). Elle est alimentée par un torrent de montagne provenant du vallon du Distroit.
Parmi les monuments de cette commune à voir, on peut citer notamment l’église Saint-Marcellin du hameau de Saint-Marcellin, inscrite au titre des monuments historiques (le clocher est classé) par arrêté du 19 février 1981.
- Chapelle Saint-Roch de Châteauroux-les-Alpes.
- Église Saint-Irénée de Châteauroux-les-Alpes.
- Chapelle Saint-Étienne de Châteauroux-les-Alpes.
- Chapelle Sainte-Catherine de Châteauroux-les-Alpes.
- Chapelle Saint-Jacques de Rabioux.
- Chapelle Saint-Pierre de Châteauroux-les-Alpes.
- Chapelle Saint-Alban de Châteauroux les Alpes.

### Personnalités liées à la commune
- Jean Joseph Guieu (1758-1817), général des armées de la République, décédé dans cette commune.
- Lucas Dauge (1996-), coureur cycliste français, est né à Châteauroux-les-Alpes.

### Héraldique
| Blason de Châteauroux-les-Alpes | Blason  | D'or au château de trois tours de gueules ouvert du champ, ajouré et maçonné de sable, au chef cousu d'azur surmonté d'une croix d'argent.                                                             |
| Blason de Châteauroux-les-Alpes | Détails | Armes parlantes. Le chef reprend les armes de la ville d'Embrun toute proche : une croix d'argent sur un fond d'azur. Ces armes ont été adoptées par décision du conseil municipal le 19 janvier 1969. |